# Гарді (округ, Західна Вірджинія)
Шаблон:StateAbbr_ 39°01′ пн. ш. 78°52′ зх. д. / 39.01° пн. ш. 78.86° зх. д.
Округ  Гарді (англ. Hardy County) — округ (графство) у штаті  Західна Вірджинія, США. Ідентифікатор округу 54031.

## Історія
Округ утворений 1785 року.

## Демографія
За даними перепису 2000 року загальне населення округу становило 12669 осіб, усе сільське. Серед мешканців округу чоловіків було 6255, а жінок — 6414. В окрузі було 5204 домогосподарства, 3564 родин, які мешкали в 7115 будинках. Середній розмір родини становив 2,92.
Віковий розподіл населення поданий у таблиці:
| Стать    | До 15 років | 15-21 | 22-29 | 30-39 | 40-49 | 50-65 | 65-85 | Понад 85 |
| -------- | ----------- | ----- | ----- | ----- | ----- | ----- | ----- | -------- |
| Чоловіки | 1264        | 518   | 548   | 988   | 926   | 1174  | 776   | 61       |
| Жінки    | 1239        | 500   | 586   | 942   | 964   | 1136  | 916   | 131      |

## Суміжні округи
- Гемпшир — північ
- Фредерік, Вірджинія — схід
- Шенандоа, Вірджинія — південний схід
- Рокінгем, Вірджинія — південь
- Пендлтон — південний захід
- Грант — захід

## Виноски
1. ↑  U.S. Decennial Census. United States Census Bureau. Архів оригіналу за 12 травня 2015. Процитовано 10 січня 2014.
2. ↑  Historical Census Browser. University of Virginia Library. Архів оригіналу за 11 серпня 2012. Процитовано 10 січня 2014.
3. ↑  Population of Counties by Decennial Census: 1900 to 1990. United States Census Bureau. Архів оригіналу за 3 червня 2013. Процитовано 10 січня 2014.
4. ↑  Census 2000 PHC-T-4. Ranking Tables for Counties: 1990 and 2000 (PDF). United States Census Bureau. Архів оригіналу (PDF) за 18 грудня 2014. Процитовано 10 січня 2014.
5. ↑  State & County QuickFacts. United States Census Bureau. Архів оригіналу за 7 червня 2011. Процитовано 10 січня 2014.(англ.) Наведено за англійською вікіпедією.
6. ↑  American FactFinder. Бюро перепису населення США. Архів оригіналу за 21 травня 2008. Процитовано 31 січня 2008.

| США | Це незавершена стаття з географії США. Ви можете допомогти проєкту, виправивши або дописавши її. |